# Understandable (Pur:Pur)
Understandable — міні-альбом харківського рок-гурту Pur:Pur, випущений того ж року, що і їх дебютний альбом. Був записаний на прохання слухачів. В нього увійшли всі російсько- та україномовні пісні колективу на той час.

## Список композицій
| #  | Назва                  | Тривалість |
| -- | ---------------------- | ---------- |
| 1. | «Соль и камни»         | 2:46       |
| 2. | «В темноте»            | 2:31       |
| 3. | «Use»                  | 3:32       |
| 4. | «Мишки»                | 2:46       |
| 5. | «Черный стих»          | 2:38       |
| 6. | «Peut-être»            | 4:41       |
| 7. | «Синяя борода (Bonus)» | 1:58       |

## Учасники

### Pur:Pur
- Ната Сміріна — слова та голос
- Євген Жебко — гітара
- Станіслав Кононов — гітара

- Дмитро Зінченко — перкусія та барабани
- Іван Кондратов — бас

### Запрошені музиканти
- Марія Барановська — скрипка
- Катерина Кисельова — альт
- Оксана Подмарьова — віолончель

Музика — Євген Жебко та Станіслав Кононов
Аранжування — Pur:Pur